# Vonones I de Partia

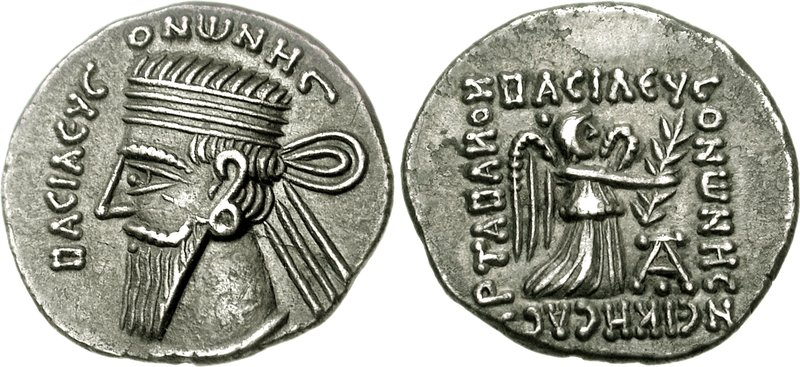
Moneda de Vonones I acuñada en Ecbatana.

Vonones I de Partia (ΟΝΩΝΗΣ según sus monedas) fue el gobernante del Imperio parto entre los años 8 y 12 d. C., aproximadamente. Su padre, Fraates IV de Partia (quien gobernó entre circa 37-2 a. C.) lo envió a Roma como prisionero en los años 20 a. C. en carácter de garantía del pacto efectuado con el emperador romano Augusto.
Luego del asesinato de Orodes III en el año 6, los partos solicitaron a Augusto un nuevo rey de la casa de Arsaces, y este envió a Vonones I. Sin embargo, Vonones no pudo mantenerse como rey debido a que, habiendo sido educado como romano, la nobleza parta lo despreciaba y tildaba de «esclavo» de Roma. Otro miembro de la dinastía arsácida, Artabano II, quien gobernó c. 10-38 y se encontraba viviendo entre los nómadas dahae del este de Partia, fue invitado a tomar el trono, lo cual llevó a una guerra civil que arrojó como resultado la derrota y expulsión de Vonones I.
Las monedas acuñadas por Vonones I (datadas entre los años 8 y 12) llevan la inscripción «Rey Vonones, conquistador de Artabano» a modo de celebración de su victoria temporal sobre su opositor. Cerca del año 12, Vonones I huyó a Armenia y se convirtió en rey de la región; sin embargo, Artabano II exigió su destitución y Augusto, que no deseaba comenzar una guerra con los partos, ordenó el traslado de Vonones I a Siria, lugar donde fue mantenido bajo custodia a modo de rey. Más tarde fue trasladado a Cilicia y en el año 19 intentó escapar, siendo muerto por sus guardias.
| Predecesor: Orodes III         | Sah de Partia (de la Dinastía Arsácida) 8–12 | Sucesor: Artabano II  |
| Predecesor: Tigranes V y Erato | Rey de Armenia 12–16                         | Sucesor: Artaxias III |